# Бекетаева, Айгерим Болатбековна
Айгерим Болатбековна Бекетаева (20 августа 1991 г.род Талды-Курган) — казахстанская артист балета. Заслуженный деятель Республики Казахстан (2016). Ведущая солистка балета ГТОБ «Astana Opera» (с 2013).

## Биография
- Бекетаева Айгерим Болатбековна родилась в 1991 году в Талды-Кургане.
- В 2010 году окончила Алматинское хореографическое училище им. А.В. Селезнева.
- В 2015 году окончила Челябинский государственный педагогический университет по специальности «Педагог-хореограф» (Россия).

## Карьера
- С 2010 по 2013 гг. – ведущая солистка Национальный театр оперы и балета им.К.Байсеитовой.
- С 2013 года – ведущая солистка балета ГТОБ «Astana Opera»
- Приглашенная солистка Санкт-Петербургский Государственный Академический Театр балета Бориса Эйфмана
- Участник важнейших межправительственных мероприятий и гастролей в России, Китае, Италии, Беларуси.

## Достижения
- 2008 г. Дипломант I Международного конкурса артистов балета «Өрлеу»
- 2012 г. Гран-при Международного фестиваля творческой молодежи «Шабыт» (Астана)
- 2012 г. Дипломант Международного конкурса «Молодой балет мира» Юрия Григоровича в Сочи
- 2012 г. Лауреат III премии Международного конкурса артистов балета в Варне (Болгария)
- 2013 г. Лауреат III премии Международного конкурса артистов балета им. Рудольфа Нуреева (Будепешт)
- 2013 г. Дипломант XII Московского международного конкурса артистов балета и хореографов (Большой театр)
- 2014 г. Лауреат II премии Международного конкурса артистов балета «Гран-при Сибири» (Красноярск)

## Репертуар
- Балетные партии Национальный театр оперы и балета имени К. Байсеитовой и Astana Opera
- Аврора («Спящая красавица» П. Чайковского)
- Камилла («Роден» Б. Эйфмана)
- Джульетта («Ромео и Джульетта» С. Прокофьева)
- Одетта-Одиллия («Лебединое озеро» П. Чайковского)
- Эгина («Спартак» А. Хачатуряна)
- Мари («Щелкунчик» П. Чайковского)
- Зарема («Бахчисарайский фонтан» Б. Асафьева)
- Гамзатти, Никия («Баядерка» Л. Минкуса)
- Эсмеральда («Собор Парижской Богоматери» М. Жарра)
- Лебедь («Умирающий лебедь» К. Сен-Санса)
- Китри («Дон Кихот» Л. Минкуса)
- Медора («Корсар» А. Адана)
- Солистка («Пахита» Л. Минкуса и Э. Дельдевеза)
- Сильфида («Сильфида» Х. Левенсхольда)
- Флер де Лиз («Эсмеральда» Ц. Пуни)

## Государственные награды
- 2014 — Лауреат Премии Фонда Первого Президента Республики Казахстан — Лидера нации (Премия за вклад в развитие хореографии Республики Казахстан)
- 2016 — Айгерим Бекетаева была удостоена высокой наградой «Заслуженный деятель Республики Казахстан» которую лично вручил Глава Государства Н.А.Назарбаев[1].
- 2019 — Международная премия СНГ «Содружество дебютов» в области культуры за 2018 год[2][3]